# Brasilocerus opacus
Brasilocerus opacus är en skalbaggsart som först beskrevs av Maurice Pic 1937.  Brasilocerus opacus ingår i släktet Brasilocerus och familjen Phengodidae. Inga underarter finns listade i Catalogue of Life.